# Catherine Fonck
Pour les articles homonymes, voir Fonck.
Catherine M.D. Fonck, née à Ciney le 22 septembre 1968, est médecin néphrologue et femme politique belge, membre du parti Les Engagés. Elle fut ministre de l’Enfance, de l’Aide à la Jeunesse et de la Santé en Communauté française de Belgique de 2004 à 2009 ainsi que  Secrétaire d'État à l'Environnement et Secrétaire d'État aux Réformes institutionnelles au sein du gouvernement fédéral en affaires courantes (2014). Elle est actuellement présidente du groupe Les Engagés à la Chambre des représentants, depuis le 13 octobre 2014.

## Parcours professionnel
Diplômée à l'Université Catholique de Louvain en 1993, spécialisée en médecine interne et en néphrologie, elle travaille tout d'abord aux Cliniques universitaires Saint-Luc à Bruxelles puis à la Clinique et Maternité Sainte-Elisabeth à Namur.

## Activité politique
Députée fédérale depuis juin 2003, membre effectif de la commission de santé publique, de l’environnement et du renouveau de la société ainsi que membre suppléant de la commission de l’économie et de la commission des affaires sociales.
De juillet 2004 à juillet 2009, ministre de l’Enfance, de l’Aide à la Jeunesse et de la Santé en Communauté française.
Lors des élections législatives du 10 juin 2007, Catherine Fonck est tête de liste CDH à la Chambre dans la province de Hainaut où elle réalise un score de 25.685 voix de préférence.
Elle est élue députée fédérale mais laisse son siège à son suppléant pour rester ministre de l'Enfance, de l'Aide à la Jeunesse et de la Santé en Communauté française.
En juin 2009, elle est tête de liste cdH aux élections régionales dans l'arrondissement de Mons et obtient 7.986 voix de préférence. Elle n'est cependant pas reconduite comme ministre communautaire et redevient députée fédérale.
En janvier 2010, elle est désignée vice-présidente du Centre démocrate humaniste. Catherine Fonck est par ailleurs l'actuelle chef de groupe CDH au Parlement fédéral. Elle remplace le 22 juillet 2014 Melchior Wathelet comme secrétaire d'État jusqu'au 13 octobre 2014.
Lors de la passation avec son successeur Marie-Christine Marghem, elle commet une maladresse en offrant à cette dernière, unibrassiste, une lampe torche fonctionnant « à l'huile de bras ».
Lors des élections 2019, elle s'est prononcée à l'encontre de la légalisation du cannabis en Belgique.

## Vie privée
Catherine Fonck est l'épouse de Jacques Doyen, fils de Charles Doyen, ancienne figure de proue du PSC de l'arrondissement de Mons.

## Distinctions
- Grand officier de l'ordre de Léopold (en 2014).
- Grand-croix de l'ordre de Léopold II en 2024[3].